# Orsinien

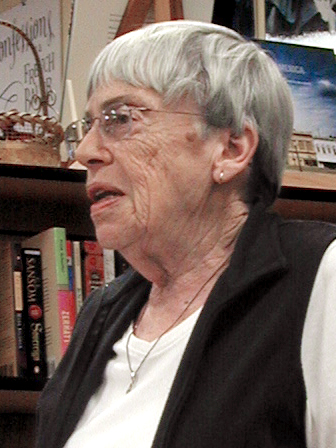
Ursula K. Le Guin 2008

Orsinien ist ein fiktives zentraleuropäisches Land, in dem mehrere Erzählungen und der 1979 erschienene Roman Malfrena von Ursula K. Le Guin angesiedelt sind. Die Erzählungen erschienen zum Großteil in der Sammlung Orsinian Tales 1976.

## Überblick
Die Form folgt den Konventionen des historischen Romans bzw. der historischen Erzählung, mit dem Unterschied eben, dass sie nicht wie etwa die Erzählungen Walter Scotts im mittelalterlichen England oder Tolstoi Krieg und Frieden im Russland der napoleonischen Kriege angesiedelt sind, sondern in einer fiktiven Welt, die allerdings immer wieder mit historischen Ereignissen verknüpft wird. Dabei spielt Malafrena im 19. Jahrhundert, die Geschichten aus Orsinien reichen vom 12. bis ins 20. Jahrhundert.

## Geschichten aus Orsinien (Orsinian Tales)
Die elf Erzählungen der 1976 erschienenen Sammlung sind zwar in sich chronologisch erzählt, insgesamt aber nicht chronologisch geordnet, vielmehr springen die Erzählungen vor und zurück in der Zeit und decken dabei einen Zeitraum ab, der von der Mitte des 12. Jahrhunderts bis in die Zeit des Kalten Krieges reicht. Bei jeder Erzählung ist am Ende das betreffende Jahr angegeben, die so sich ergebende Folge von Jahreszahlen ist 1960, 1150, 1920, 1956, 1910, 1962, 1938, 1965, 1640, 1935. Mit Ausnahme von Springbrunnen, der ersten Erzählung, sind alle Geschichten in Orsinien lokalisiert. Der Name Orsinien erscheint in den Erzählungen selbst kein einziges Mal, nur im Titel, aber durch sich wiederholenden Namen von Orten – etwa der Hauptstadt Krasnoy – und Landschaften wird eine zusammenhängende Geographie impliziert. Die Lage Orsiniens bleibt unbestimmt, es ist nur klar, dass es ein zentraleuropäisches Land ist, landumschlossen, manche Details erinnern an die Tschechoslowakei, manche an Ungarn, andere legen einen der Balkanstaaten nahe.
Wenn nicht anders vermerkt, sind alle Erzählungen erstmals 1976 im Sammelband erschienen.

### Springbrunnen (The Fountains) – 1960

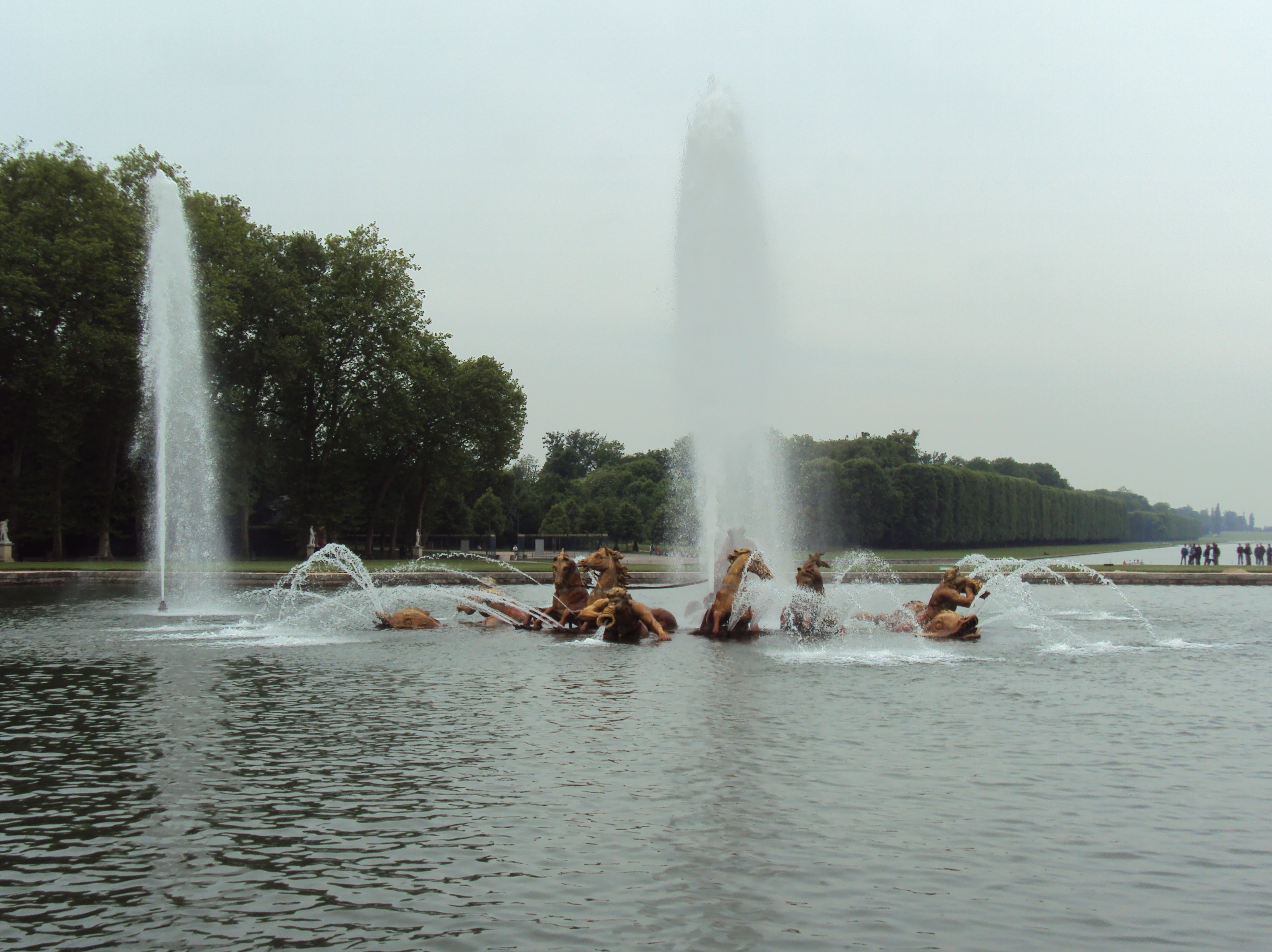
Fontänen im Park von Versailles

Kereth ist ein renommierter Zellbiologe, dem es von seiner Regierung gestattet wird, einen internationalen Fachkongress in Paris zu besuchen. Während einer Führung durch die Anlagen von Versailles findet er sich plötzlich allein in den weitläufigen Parkanlagen mit ihren Brunnen. Ohne dass er es zunächst bemerkt hätte und ohne dass es seine Absicht gewesen wäre, ist er den Bewachern und Spionen entkommen, von denen in der Zeit des Eisernen Vorhangs die osteuropäischen Regierungen derartige Reisegruppen begleiten ließen. Für Kereth stellt sich nun die Frage, ob er die Chance nutzen, eine Botschaft aufsuchen und dort politisches Asyl beantragen – oder ob er ohne Aufhebens in sein Hotel und schließlich auch in sein Land, seine Heimat zurückkehren soll.
Kereth ist zunächst irritiert. Er ist an Überwachung gewöhnt: „In seinem kleinen Land konnte man den Blicken nur dann entrinnen, wenn man sich völlig ruhig hielt, wenn Stimme, Körper, Gedanken gänzlich verstummten. Er war stets ein unruhiger Mann gewesen, immer im Blickfeld.“
Kereth wandert weiter auf den Parkwegen, unter den alten Bäumen, durch die „verschwiegene und verschworene Dunkelheit all jener Wälder, in denen Flüchtlinge sich verbergen“, und er fragt sich, ob er nun ein Flüchtling ist oder sein soll.
Er verlässt den Park, der Bus seiner Reisegruppe ist fort, er trinkt einen Wermut in einem Café, fährt dann nach Paris zurück und steht nachts schließlich auf der Passerelle Solférino über der Seine.
Im Park von Versailles mit seinen Brunnen und Wasserspielen, mit seinen alten Bäumen und zuletzt dem Reiterstandbild von Ludwig XIV. hat er ein Bild einer aristokratischen, königlichen Freiheit gefunden und für sich reklamiert – oder die Freiheit an sich genommen.
Es ist freilich eine untergegangene Freiheit: „Es gibt keine Verstecke mehr. Keine Throne, keine Wölfe, keine Eber; auch die Löwen in Afrika sterben aus. Der einzig sichere Ort ist der Zoo.“
Dennoch ist er frei, nichts hält ihn – außer einer Art Anhänglichkeit, nicht Heimatliebe, aber doch Heimattreue. So kehrt er in das Hotel zurück, mit seiner neu gefundenen – oder gestohlenen – Freiheit und schreitet an dem in der Lobby sitzenden Geheimpolizisten vorbei, unter dem Mantel verborgen das Diebesgut, die unerschöpflichen Brunnen.

### Das Hünengrab (The Barrow) – 1150
Graf Freyga ist jung, erst 23 Jahre alt. Seit 3 Jahren, als sein Vater durch einen Pfeil der heidnischen Bergstämme getötet wurde, ist er Herr der Burg Vermare. Es ist Winter, er sitzt mit seinen Männern unten in der Halle am Feuer, während oben seit Tagen seine Frau in den Wehen liegt. Ein fremder Priester ist zu Gast, ein strenger, hochmütiger Mann, der für das Leben und den Glauben der einfachen Leute im Grenzland nichts als Verachtung zeigt und überall arianische Ketzer wittert. Es wird dunkel und still und oben hört Freyga seine Frau in den Wehen wimmern. Der fremde Priester erscheint ihm immer mehr wie eine fette Spinne, die Stunde um Stunde in ihrer Ecke sitzt und ein Gewebe aus Dunkelheit spinnt. Mitten in der Nacht steht Freyga auf und zwingt den Priester mit blankem Schwert hinaus vor das Tor, vor das Dorf, wo ein alter Grabhügel steht, ein Hünengrab aus grauer Vorzeit. Freyga zwingt den Priester hinauf zu den Steinen, wo er ihm die Kehle durchtrennt und sein Blut und die Innereien auf die Altarsteine verteilt. Dann schüttert und schwankt die Erde und hinter ihm tönen wilde Stimmen in der Dunkelheit. Als Freyga zur Burg zurückkehrt, wird es gerade hell, die Luft ist milder und feuchter, eine Ankündigung vom Ende des Frosts, und in der Burg ist seine Frau mit einem Sohn niedergekommen. Sie lebt und das Kind lebt und Freyga sinkt an ihrem Bett auf die Knie und betet zu Christus.
Die Chroniken rühmen Freyga als frommen Mann, der am See Malafrena, wo einst sein Vater den Tod durch die Heiden fand, die Benediktinerabtei erbaute, ihr Ländereien gab und sie mit seinem Schwert schützte. Was den Priester betraf, so hat der Bischof von Solariy nie erfahren, was aus ihm wurde. Man nimmt an, dass er in seinem Glaubenseifer sich zu weit in die Berge wagte und dort von heidnischer Hand das Martyrium erlitt.

### Der Wald von Ile (Ile Forest) – 1920
Ein junger Arzt und ein älterer Arzt sprechen über Verbrechen. Der junge Arzt meint, dass manche Taten, zum Beispiel Mord, ja wohl unverzeihlich sein müssten, der ältere widerspricht. Zwar gäbe es Menschen, für die es keine Verzeihung gibt, bei Taten dagegen hinge es stets von den Umständen ab. Und dann beginnt der ältere Arzt zu erzählen von jener Zeit, als er selbst ein junger Arzt in Valone war und dort zusammen mit seiner Schwester lebte, die ihm den Haushalt führte. Die Gegend war ein weites Tal mit Rübenfeldern, langweilig und baumlos, nur am Rand des Tals, in Valone Alte, wurde es bergig. Auf seiner ersten Fahrt dorthin bemerkt er ein verfallenes Haus, fast verborgen in einem Bestand alter Bäume, dem Wald von Ile, Rest eines einst viel größeren Waldes, Besitz der Familie Ileskar, im Lauf der Generationen geschrumpft auf einen kleinen Rest, eben genug, Galven Ileskar, dem letzten der einst wohlhabenden und angesehenen Familie, und seinem Faktotum Martin ein spärliches Auskommen zu bieten.
Zu diesem Galven Ileskar wird der Doktor gerufen, als der mit Lungenentzündung darnieder liegt und mit dem Tod kämpft. Galven wird wieder gesund und er und der Doktor werden Freunde. Nach einer Weile lernt er auch Pomona, die Schwester des Arztes, kennen und beide lernen sich lieben. Der Arzt war zwar von Anfang an fasziniert von Galven, hat aber auch das Gefühl, dass es einen dunklen Punkt in dessen Seele gebe. Als er den Diener Martin eindringlich befragt, gesteht der ihm schließlich, dass Galven ein Mörder sei. Seine erste Frau sei seinerzeit nicht mit ihrem Liebhaber verschwunden, wie alle Welt glaubt, vielmehr habe Galven sie im Wald von Ile in flagranti angetroffen und seine Frau erschossen und den Liebhaber erschlagen. Er, Martin, habe dann die Leichen im Wald verscharrt. Galven sei anschließend wochenlang wie von Sinnen gewesen, dann scheinbar wieder mehr oder minder normal geworden, seine Tat habe er aber völlig vergessen: „Er wurde erst dann wieder er selbst, als er vergaß, dass er vergessen hatte.“ Der Arzt erzählt das der Schwester, diese aber entscheidet sich, dennoch an Galven zu glauben. Galven und Pomona heiraten, sie haben zwei Kinder. Mit 50 Jahren stirbt Galven an einer erneuten Lungenentzündung. Die Schwester des Arztes lebt weiter im Wald von Ile.
Sowohl Das Hünengrab als auch Der Wald von Ile handeln von ungesühntem Mord. Das Hünengrab erzählt im Wesentlichen die Vorgeschichte, Der Wald von Ile die Folgen, und während in der Geschichte aus dem dunklen Mittelalter der Ausgang die Tat wenn nicht geradezu bestätigt, dann doch ausgleicht und aufhebt, so geht es im Wald von Ile um unaufhebbare und uneingestehbare Schuld, schließlich auch aufgehoben durch eine Art Glaubensakt, nämlich den Glauben Pomonas an Galven. So spielt Glaube bzw. Treue (englisch fidelity) in den drei ersten Erzählungen in unterschiedlichen Formen eine zentrale Rolle: Kereths Treue zur Heimat, Freygas Handeln, das alten und neuen Glauben verbindet, und schließlich den Glauben Pomonas, der sich an einem Mörder erweist.

### Gespräche in der Nacht (Conversations at Night) – 1920
Sanzo ist ein Kriegsblinder, der mit seinem alten Vater bei seinem Onkel Albrekt und dessen Frau Sara in der Industriestadt Rákava lebt. Die Verhältnisse sind beengt, die Mittel knapp und die Zukunft unsicher. Nachts im Bett unterhalten sich Sara und Albrekt darüber, was wohl aus Sanzo werden soll, und Sara hat die Idee, Alitsia (genannt Lisha), die Tochter der Wäscherin gegenüber, zu bitten, Sanzo gelegentlich etwas vorzulesen. Der Hintergedanke ist, dass aus dem Vorlesen mehr werden könnte. So kommt es auch, und als Alishas Mutter die wachsende Neigung zwischen den beiden bemerkt, versucht sie Alitsia davon abzubringen und erzählt ihr, dass es stets ihr einziger Wunsch gewesen sei, dass Alitsia einst den beengten Verhältnissen entkommen könnte. Mit einem blinden Ehemann sei das aber wohl nicht möglich, sie solle sich also bedenken. Zeitweise sieht es dann aus, als sei es vorbei, vor allem nach einem Vorfall, bei dem Sanzo Alitsia bedrängte und sie ihn zurückwies. Sie lernt den Färber Givan kennen, der sie bittet, seine Frau zu werden, dazu kann sie sich aber nicht entschließen. Als es wieder Frühling wird, begegnet man sich wieder im Hof. Sanzo und Alitsia sprechen miteinander, sie gehen zusammen noch einmal hinauf zum Hügel über der Stadt, zum Garten der alten, verfallenen Villa, wo sie im Vorjahr gewesen waren. Sanzo glaubt nicht an eine gemeinsame Zukunft, Alitsia sieht keine Zukunft in Rákava, sie will mit Sanzo nach Krasnoy gehen, in die Hauptstadt, und es dort versuchen: „Sie wusste, dass sie es war, dass es ihre Entschlossenheit, ihre Gegenwart war, die ihn befreite; aber sie musste mit ihm in die Freiheit gehen, und das war ein Ort, wo sie noch nie zuvor war.“

### Die Straße nach Osten (The Road East) – 1956
Der junge Architekt Maler Eray arbeitet in einem Planungsbüro in der Hauptstadt Krasnoy. Es ist eine Zeit gesellschaftlicher Unruhen in dem östlichen Land, das Datum Oktober 1956 lässt an den Aufstand in Ungarn denken. Maler findet sich zwischen zwei Polen, zwei Loyalitäten, zwischen der zu seiner Mutter einerseits, welche die Welt ausschließt bzw. nur durch das Fenster wahrnimmt, aus dieser Perspektive nichts Böses in der Welt finden kann und Maler anhält, ein gleiches zu tun, andererseits zu seinen Altersgenossen, repräsentiert durch seinen Kollegen Provin, zu den im Untergrund arbeitenden Dissidenten, dauernd von Verhaftung bedroht und von Schlimmerem. Die Apelle an Maler sind fast gleichlautend. So sagt an einer Stelle Provin: „Wir haben jetzt nichts mehr, nur noch einander.“ Und Malers Mutter: „Schließlich, wir haben niemanden, nur noch uns.“
Maler flüchtet vor beider Forderungen in eine Phantasiewelt, in eine erträumte Reise nach Osten, auf der Straße von Krasnoy in die alte Stadt Sorg, seiner Heimat, in der er niemals war.
Auf seinem Heimweg begegnet ihm eines Tages eine Zigeunerin, die ihn nach dem Weg fragt. Ihr Ziel ist seine Straße und dort das Haus, in dem er wohnt. Sie will aber nicht zu ihm, sondern zu einer Nachbarin, einer Freundin. Wie sich herausstellt, kommt sie aus Sorg. Die Straße nach Osten, der er in seinen Träumen und Gedankenspielen folgt, ist also für sie eine Straße nach Westen. Maler hatte nie daran gedacht, dass es auch eine andere Richtung gibt.
Einige Tage später begegnet er wieder der vermeintlichen Zigeunerin, vielleicht auch nur eine Landfrau. Inzwischen ist die Situation eskaliert, überall gibt es Straßensperren, sie bittet ihn, sie zu begleiten, sie müsse zum Bahnhof auf die andere Seite des Flusses, sie müsse zurück nach Sorg, zu ihren Kindern, ein Soldat habe sie aber abgewiesen, vielleicht ließe man sie in seiner Begleitung mit seinem Ausweis passieren. Die beiden versuchen es, man schickt sie aber zurück. Als er nach Hause kommt, sagt er zu seiner Mutter, er werde noch einmal hinausgehen, ein Sonnenbad nehmen, die Sonne scheine für alle. Die Mutter protestiert, es sei nicht sicher, und schließlich: „Ich werde allein sein!“ Und Maler bestätigt: „Ja, richtig, so ist das,“ und geht hinaus ins helle Oktoberlicht, um sich der Armee der Unbewaffneten anzuschließen und mit ihnen die lange Straße nach Westen zu gehen, hinunter zum, aber nicht über den Fluss.

### Brüder und Schwestern (Brothers and Sisters) – 1910
Sfaroy Kampe ist eine Stadt, die in einer weiten, baumlosen Karstebene liegt. Hier wird Kalkstein abgebaut. Der 23-jährige Stefan Fabbre arbeitet als Buchhalter in einem Bergwerksunternehmen, sein älterer Bruder ist Vorarbeiter im Steinbruch und wird dort Opfer eines Unfalls, als er den tauben Vater von Ekata und Martin Sachik vor einer Steinlawine rettet. Rosana, die kleine Schwester von Stefan und Kostant, ist erst 13. Ein trotziges Kind, markiert der Unfall des Bruders den Einbruch von Schmerz und drohendem Tod in ihr Dasein, zugleich den Beginn ihrer Wandlung zur Frau.
Einige Monate später ist Kostant auf dem Weg der Besserung und die Familie Sachik ist auf einen Bauernhof aufs Land gezogen. Martin Sachik ist in Sfaroy Kampe geblieben und arbeitet im Steinbruch, seine Schwester besucht ihn gelegentlich und bei der Gelegenheit auch den genesenden Kostant. Stefan beobachtet die Unterhaltung der beiden mit Misstrauen, die nun 14-jährige Rosana mit Bewunderung für die damenhafte Haltung Ekatas, die sie sogleich und mit Erfolg imitiert, denn Martin Sachik lädt sie zu einem Spaziergang ein. Sie wandern zu einem aufgelassenen, nun mit tiefem Wasser gefüllten Steinbruch: „Rosana erkannte, dass ihre Füße zwar auf der Erde waren, sie selbst aber in den Himmel ragten, dass sie durch den Himmel wanderten, genauso wie Vögel durch ihn flogen.“
Der Gegensatz zwischen dem Gebundensein an die Stadt in der Karstebene, an ein Leben in ewigem Kalkstaub, und demgegenüber die Wünsche und Pläne der Brüder und Schwestern mit ihren wechselseitigen Anziehungen kulminieren in einem besinnungslosen nächtlichen Ritt Stefans hinaus zu dem Bauernhof, wo Ekata lebt. Am Morgen reiten Stefan und Ekata davon:

„„Wohin?“ rief die Cousine, bebend. „Auf und davon,“ rief der junge Mann zurück, sie ritten an ihr vorbei, das Wasser in den Pfützen zersprang in der Märzsonne zu Diamantsplittern, und waren fort.“

### Eine Woche auf dem Land (A Week in the Country) – 1962
Stefan und Kasimir, zwei Studenten aus Krasnoj, reisen in den Semesterferien für eine Woche aufs Land, wo Kasimirs Vater als Arzt arbeitet und seine Familie, die Eltern mit sechs Geschwistern, in einem großen Haus außerhalb von Prevne lebt. Auf der Reise kommen sie durch Vermare, wo man im Regen die Ruine des Turms von Vermare sieht, Reste der Burg des Grafen Freyga aus der Erzählung Das Hünengrab. Das ist aber nicht der einzige Rückbezug, denn Stefan heißt mit Nachnamen Fabbre und ist der Enkel des Stefan Fabbre aus der vorhergehenden Geschichte.
Als die beiden in Prevne ankommen, regnet es immer noch und es ist niemand da, um sie abzuholen. Auf dem Weg durch die Nacht hinaus zum Haus der Familie erkältet sich Stefan, er bekommt eine Lungenentzündung und liegt einige Tage mit hohem Fieber.
In seinen Phantasien in dieser Zeit erinnert er sich an einen Tag, als er 13 war und mit seinem Vater Kosta den Großvater in Sfaroy Kampe besuchte. An jenem Tag hatten Vater und Großvater über Politik gesprochen. Der Großvater hatte gesagt:

„Was täten wir mit der Freiheit, wenn wir sie hätten, Kosta? Was hat der Westen damit gemacht? Sie gefressen. […] Er sitzt am Tisch, frisst und frisst, erfindet Maschinen, die noch mehr Fressen beibringen und noch mehr. Wirft dabei ein paar Brocken unter den Tisch zu den schwarzen und gelben Ratten, damit die nicht die Mauern durchknabbern. Da sitzt er, und hier sind wir, mit nichts als Luft im Bauch, Luft und Krebs, Luft und Wut.“

Bruna, eine der Schwestern Kasimirs, kommt in das Krankenzimmer und Stefan schaut sie an aus der Perspektive jenes Apriltags auf der sonnigen Karstebene, ohne Erinnerung daran, dass der Großvater in einem Deportationszug sterben und der Vater bei den Strafaktionen des Jahres 1956 erschossen werden würde.
Stefan wird wieder gesund und verliebt sich in Bruna. Es entwickelt sich ein Idyll, in dem man auf einer Wiese liegt und Zukunftspläne schmiedet, die eine Zukunft ist mehr und die andere weniger düster, dennoch ist Bruna entschlossen. Als jedoch einige Tage später Stefan mit Kasimir nach Prevne geht, um Fahrkarten für die Rückfahrt zu kaufen, wird Kasimir von Soldaten erschossen, die in ihm einen Fluchthelfer und Agenten erkennen. Stefan wird eingesperrt und nach einigen Tagen wieder freigelassen. Er will allein zurück nach Krasnoj fahren, doch Bruna kommt zu ihm und bleibt dabei, dass sie heiraten sollten, sie habe es schon der Mutter gesagt.
An jenem Apriltag hatte der Großvater die Hände auf Stefans Schulter gelegt, des Enkels, der „im Gefängnis geboren war, wo nichts einen Wert hat, keine Wut, kein Verständnis, kein Stolz, nichts außer Standhaftigkeit, außer Treue.“
Eingedenk dieses Vermächtnisses stimmt Stefan schließlich Bruna zu, sie wollen zusammen bleiben, festhalten aneinander: „Loslassen wäre nicht gut, oder? […] Nein, gar nicht gut.“

### An die Musik– 1938

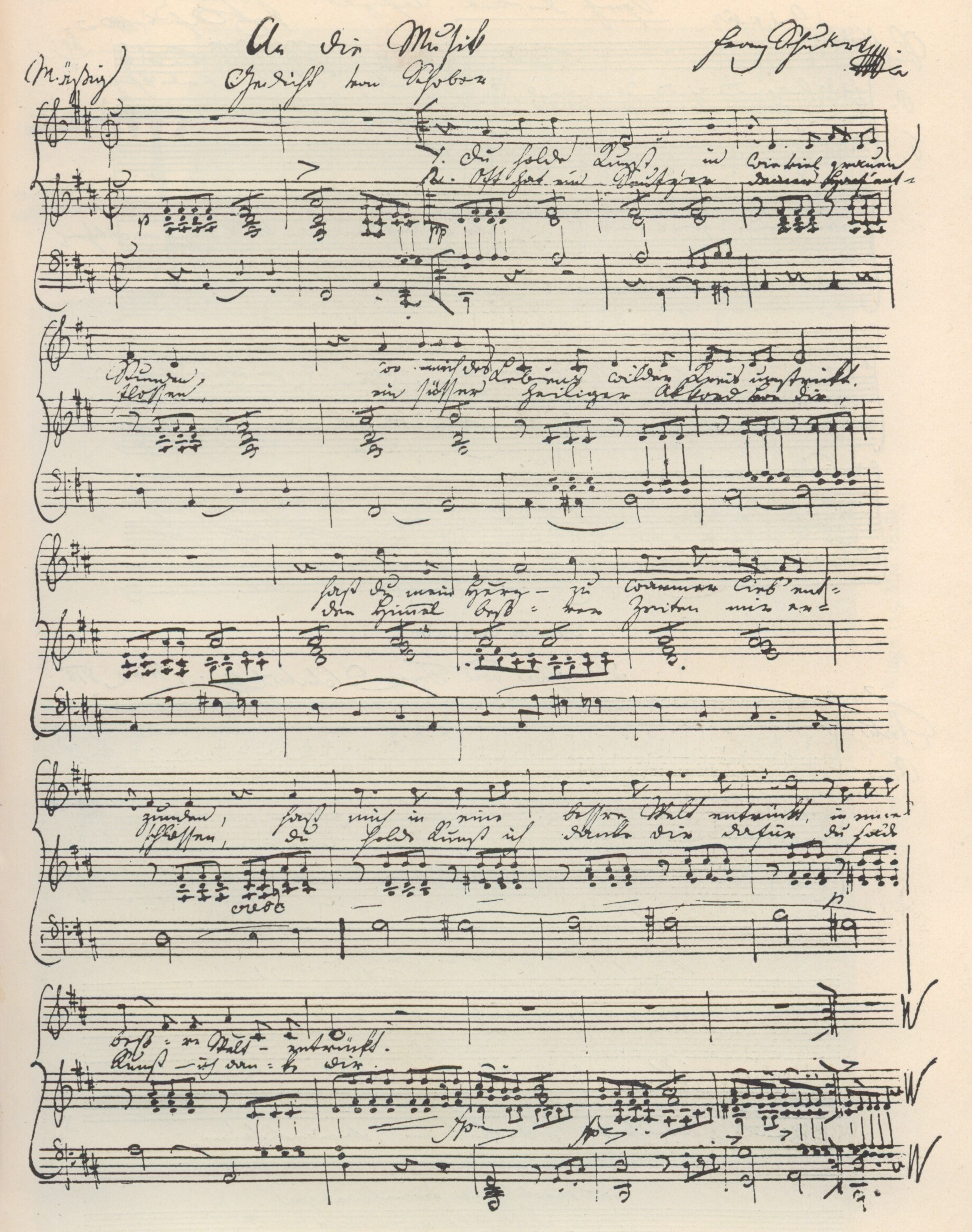
Notenblatt von An die Musik

Erstmals abgedruckt in 1961 in The Western Humanities Review.
Als der große Impressario Otto Egorin auf Tournee mit seiner Frau, einer Sängerin, in der alten Stadt Foranoy Station macht, taucht bei ihm ein ärmlich gekleideter Mann auf, der seinen Sohn und einige Notenblätter dabei hat. Er stellt sich als Ladislas Gaye vor und er schreibe Musik. Mit einiger Skepsis wirft Egorin einen Blick auf die Noten, ist aber überrascht zu erkennen, dass hier offensichtlich ein talentierter Komponist vor ihm steht. Es handelt sich um einige Liedvertonungen und Teile einer unvollendeten Messe. Egorin fragt nun, was er mache, wo er studiert habe, und vor allem, was Gaye sonst noch so habe. Gaye muss bekennen, dass dies alles sei, sein Beruf und seine familiären Verpflichtungen ließen ihm nur wenig Zeit, zu komponieren. Egorin rät ihm, sich auf Liedvertonungen zu konzentrieren. Solche könne er da oder dort unterbringen, bei einem großen Werk wie einer Messe dagegen sei das schwierig, vor allem bei einem bislang unbekannten Komponisten. Gaye widersetzt sich diesem praktischen Rat. Die Messe, die sei sein eigentliches Werk, seine Aufgabe, dazu sei er berufen.
Egorin ist über diesen Eigensinn etwas enttäuscht, aber nicht überrascht. Zum Abschied sagt er zu Gaye:

„Dies ist keine gute Welt für die Musik. Diese Welt, jetzt, 1938. Sie sind nicht der einzige, der fragt, was es soll. Wer braucht Musik? Wer will sie? Wer, in einem Europa, übersät mit Armeen wie eine Leiche mit Maden, wo in Russland Symphonien geschrieben werden, um die neueste Kesselfabrik im Ural zu feiern, in dem der höchste Zweck der Musik darin liegt, dass Putzis Klavierspiel die Nerven des Führers beruhigt. Wissen sie, wenn sie ihre Messe fertig haben, werden alle Kirchen in kleine Stückchen zersprengt sein, und ihr Männerchor wird Uniform tragen und auch in kleine Stückchen zersprengt werden. […] Musik hat keinen Wert, keinen Nutzen, Gaye. Nicht mehr.“

Nach seinem Besuch kehrt Gaye zu über den Fluss in die Altstadt zurück, wo er mit seiner alten Mutter, seiner kränklichen, zänkischen Frau und drei Kindern in beengten Verhältnissen lebt. Die Zeitungsschlagzeilen des Tages verkünden, dass Chamberlain in München ist. Am Abend geht er wieder über die Brücke, er muss eine Klavierstunde geben. Auf dem Weg fällt ihm eine Begleitstimme für eine Liedvertonung ein, er hat aber keine Zeit, sie aufzuschreiben und sie entgleitet ihm wieder. Als er heimgekehrt ist, versucht er, sich an die Details zu erinnern, aber ohne Erfolg. Er meint zu verzweifeln, plötzlich hört er die Stimme, meint zuerst, sie sei in seinem Kopf, sie ist aber im Radio. Sie ist längst geschrieben. Lotte Lehmann singt im Radio Schuberts An die Musik:

„Du holde Kunst, ich danke dir.“

Gaye sitzt da und denkt lange nach:

„Die Musik wird uns nicht retten, hatte Otto Egorin gesagt. […] Welchen Nutzen hat die Musik? Keinen, dachte Gaye, und genau das ist der Punkt. Der Welt, ihren Staaten und Armeen und Fabriken und Führern sagt sie, „Ihr seid bedeutungslos,“ und arrogant und sanft wie ein Gott sagt sie dem leidenden Menschen nichts als: „Hör zu.“ Rettung ist nicht der Punkt. Musik bringt keine Rettung. Gnadenreich und bedenkenlos reißt sie die Schutzräume, die Häuser der Menschen auf, damit sie den Himmel sehen.“

### Das Haus (The House) – 1965
Als Mariya nach Aisnar fährt, um Pier Korre, von dem sie sich vor acht Jahren hat scheiden ließ, zu besuchen, findet sie ihn sehr verändert. Er lebt nicht mehr in dem Hause, das seit Generationen seiner Familie gehörte, in dem auch der Verlag war, Korre und Söhne, von 1813 bis zur Verstaatlichung 1946. Jetzt lebt Pier in einem Zimmer zur Untermiete bei einem Arbeiterpärchen. Er erzählt, dass er im Gefängnis war. In dem Verlag, in dem er auch nach der Verstaatlichung noch als Geschäftsführer wirkte, waren einige politisch problematische Schriften erschienen, man hatte ihm und seinem Partner den Prozess gemacht, seit zwei Jahren sei er wieder frei.
Mariya erzählt auch von sich, dass sie von dem Manne, den sie nach der Trennung von Pier geheiratet hatte, seit vier Jahren geschieden sei. Und dass die Trennung von Pier ein Fehler gewesen sei. Damals hatte sie gemeint, der einzige Weg, sie selbst zu sein, sei, ihn zu verlassen. Es habe ihr aber nichts genutzt, sie habe nicht sich selbst gefunden, sondern nur Einsamkeit: „Und dann wirst du älter, denkst an den Tod, und in Zeiten wie diesen scheint es nur sinnlos und gemein, das Leben und auch das Sterben. […] Ich fühle mich wie eine Ameise in einem Schwarm, ich schaffe es nicht allein!“ Es ist nicht das erste Mal, dass Ameisen als Metapher der menschlichen Existenz in den Geschichten erscheinen. In Brüder und Schwestern sagt Stefan Fabbre: „Ich fühle mich wie eine Ameise, so etwas Kleines, so klein, dass du es kaum sehen kannst, das über diese riesige Ebene krabbelt.“ Und sein Sohn Kosta Fabbre sagt in Eine Woche auf dem Land: „Es wird immer genug Ameisen geben, all die Ameisenhügel zu bevölkern – Arbeiterameisen, Soldatenameisen.“
Mariya und Pier unternehmen einen Spaziergang und kommen zu dem Haus, in dem einst der Verlag war, das nun verschlossen ist und ungenutzt scheint. Sie hören das Plätschern des Brunnens auf dem Platz davor und das korrespondierende Plätschern des Najaden-Brunnens im Garten des verlassenen Hauses. Über der Gartenmauer sehen sie die Zweige des Apfelbaums, der einst im Frühling mit seinen Blüten wie weißer Schaum vor dem Fenster stand. Mariya sagt Pier, dass sie wieder seine Frau sein will, dass sie seine Frau sein muss, weil sie nie etwas anderes war: „Du bist das Haus, in das ich heimkehre, ob die Türen verschlossen sind oder nicht.“ Als sie wieder in Piers Wohnung sind, kommen Piers Vermieter von der Arbeit zurück. Piers stellt Mariya vor mit den Worten „Dies ist Mariya Korre. Meine Frau.“

### Die Herrin von Moge (The Lady of Moge) – 1640
Der junge Adelige Andre Kalinskar besucht mit seinem Vater die Burg von Moge. Gegenstand des Besuchs ist eine geplante Ehe zwischen ihm und Isabella Oriana Mogeskar, Prinzessin von Moge. Als die beiden alleine sind, bittet Isabella ihn, von der Werbung Abstand zu nehmen. Sie findet Andre nicht abstoßend, im Gegenteil, möchte aber ihr eigenes Leben leben. In sich fühlt sie etwas kaum benennbares, hell und schwer zugleich, das einem absehbaren Schicksal als Ehefrau und Mutter zu opfern sie sich nicht berechtigt fühlt.
1640, zwei Jahre nach dieser ersten Begegnung, kommt es zum Krieg um den Thron. Die Herren von Moge halten dem König die Treue, Andre Kalinskar ist auf der Gegenseite und damit beauftragt, die Festung Moge zu belagern und einzunehmen. Die Belagerung wird langwierig, die Bewohner der Stadt Moge kämpfen zäh und verbissen, wie man hört, inspiriert durch die junge Herrin der Burg.
Im Inneren ist Andre über diesen Verlauf der Dinge erfreut: „Er würde ihr Gelegenheit geben, den hoffnungslosen Widerstand aufzugeben, aber auch die Gelegenheit, sich zu beweisen, den Mut zu gebrauchen, den sie leuchtend und schwer in ihrer Brust gefühlt hatte, wie ein geheimes Schwert in der Scheide.“
Schließlich fällt die Stadt und die Belagerer machen sich daran, die Mauern der Festung zu brechen. Bei einem Ausfall der Verteidiger wird Andre verletzt und gefangen genommen.
Als er im Krankensaal der Burg erwacht, sitzt Isabella an seinem Bett. Er erfährt, dass der ältere Bruder Isabellas gefallen und George, der Jüngere, schwer verwundet ist und ein Auge verloren hat. Als sie ihm vorwirft, ihre Freundschaft verraten zu haben, verteidigt Andre sich:

„Ich tat, was ich konnte. Ich diente eurem Ruhm. Ihr wisst, dass selbst meine Soldaten Lieder über euch singen, über die Herrin von Moge, wie ein Erzengel auf den Burgzinnen. 
In Krasnoy spricht man über euch und singt die Lieder. Nun können sie auch noch sagen, dass ihr mich gefangen nahmt. Man spricht von euch mit Bewunderung, eure Feinde bejubeln euch. Ihr habt eure Freiheit errungen.“

Es kommt aber anders, denn bald schon besucht ihn George, der Bruder, und bietet ihm an, die Burg zu übergeben unter einer Bedingung: Man müsse Isabella gestatten, die Burg zu verlassen, um den fernen König um Entsatz zu bitten. Sie dürfe aber von diesem Vertrag nichts erfahren, sonst bliebe sie hier und würde dann bis zum Letzten und bis zu ihrem Tod kämpfen. Es ginge ihm einzig darum, um ihr Leben, sie sei die Letzte der Mogeskar, der Grafen von Helle und Fürsten von Moge.
Jahrzehnte später begegnet Andre Isabella auf einem Ball. Er ist ein ergrauter Krieger, sie eine Matrone, eine mächtige, in sich ruhende Frau. Im Nachhinein fühlt er, dass er sie verraten hat:

„Das Geschenk, das er ihr schuldete, das eine Geschenk des Soldaten, war der Tod, und er hatte ihn ihr vorenthalten. Er hatte sie abgewiesen. Und jetzt, mit Sechzig, nach all den Tagen, Kriegen, Jahren, Gegenden seines Lebens, musste er zurückblicken und erkennen, dass er alles verloren, dass er um nichts gekämpft hatte, dass es keine Prinzessin gab in der Burg.“

### Die Länder unserer Phantasie (Imaginary Countries) – 1935

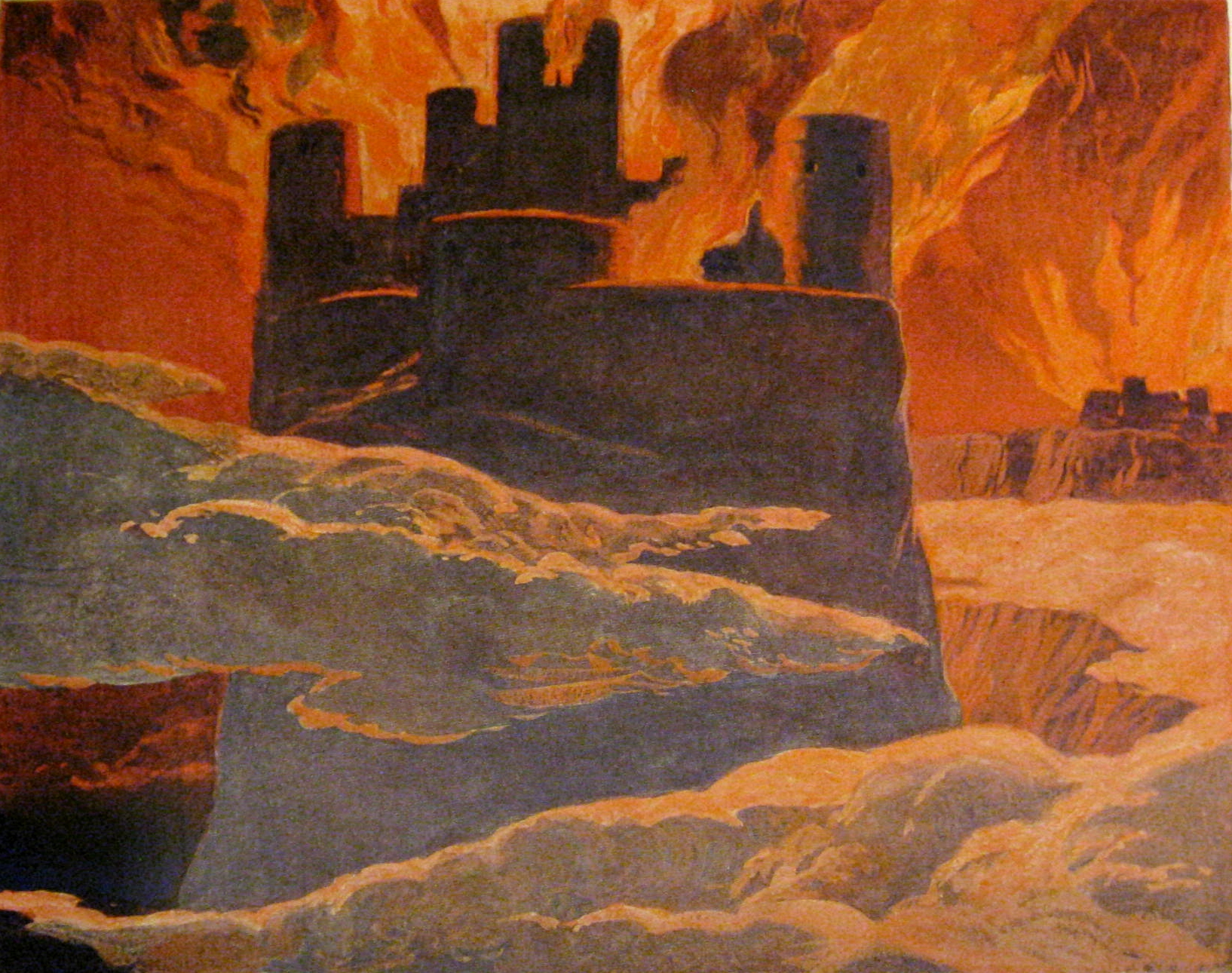
Asgard in der Götterdämmerung

Erstdruck in The Harvard Advocate, Winter 1973.
Baron Severin Egideskar, Professor für Geschichte an der Universität Krasnoy, verbringt mit seiner Frau und seinen drei Kindern den Sommer auf dem Land, liest und schreibt an einer umfänglichen Geschichte Orsiniens, der „Zehn Provinzen“, im Mittelalter. Er steht aber nicht im Blickpunkt, im Mittelpunkt stehen die Kinder und ihre Phantasiewelten: Zida, die Jüngste, baut aus Eierkarton, Stoffresten und Kleiderbügeln eine Einhornfalle, hat aber bislang kein Einhorn gefangen, der sieben Jahre alte Paul baut von Spielzeugautos befahrene Straßen und Tunnel, und der 14-jährige Stanislas kartiert den Wald, in dem eine große, alte Eiche steht, die er Yggdrasil nennt.
Es sind die letzten Tage, bevor das Haus für den Rest des Jahres verschlossen und die Familie wieder in die Stadt zurückkehren wird. Die Baronin und das Hausmädchen Rosa sind mit Einpacken beschäftigt. Auch für Josef Brone, Egideskars Forschungsassistenten, sind es die letzte Tage, bevor er in ein Priesterseminar eintreten und ein ganz anderes Leben beginnen wird. Der letzte Tag kommt, mit Bedauern nimmt die Familie Abschied vom Haus und vom Sommer, Zida sträubt sich und trotzt und will nicht in das wartende Taxi, man blickt zurück und winkt dem Faktotum Tomas zum Abschied.
Man hat die Ähnlichkeiten zwischen Le Guins Biographie und dieser Erzählung vermerkt: Wie Severin Egideskar war auch Le Guins Vater Professor, die Familie verbrachte die Sommer in einem Anwesen im Napa Valley, das „Kishamish“ hieß. Theodora Kroeber zufolge hatte der Ort den Namen von Le Guins Bruder Karl Kroeber, der in einer Phase nordischer Mythenphantasien zwei naheliegende Hügel „Thor“ und „Kishamish“ nannte, letzterer ein erfundener Riese. Neben dem schon erwähnten, von Stanislas „Yggdrasil“ genannten Baumriesen, der nicht wie im Mythos eine Esche, sondern eine Eiche ist, gibt es in der Geschichte weitere Bezüge zur nordischen Mythologie, so wird das Sommerhaus der Familie „Asgard“ genannt, Severin nennt seine Frau „Freya“ und die Kinder spielen „Ragnarök“, wobei Zida einmal Thor und einmal der Fenriswolf ist.
Zida wurde als Spiegelung Le Guins erkannt, 1935, zum Zeitpunkt der Erzählung, war Le Guin passend sechs Jahre alt.
Eine weitere Analogie sind die zahlreichen, bunt gemischten Besucher: im „Kishamish“ der Familie Kroeber neben Gelehrten auch kalifornische und andere Indianer (Le Guins Vater war Anthropologe), im „Asgard“ der Egideskars sind es neben polnischen Historikern auch Entenjäger, in beiden Familien kommen Freunde der Kinder und der Eltern hinzu.
Die Erzählung, eher eine Folge von Bildern, schließt mit dem Satz: „Doch all dies geschah vor langer Zeit, fast 40 Jahre her; ich weiß nicht, ob es noch heute geschieht, selbst in Ländern der Phantasie.“ Die Orsinian Tales erschienen gut 40 Jahre nach 1935. Es ist die einzige Stelle, an der der Erzähler direkt zum Leser spricht und man hat angenommen, dass der letzte Satz sich nicht nur auf die Erzählung selbst, sondern auf die Gesamtheit der Orsinischen Geschichten bezieht. Insofern und auch was die Chronologie betrifft, hat man dieser Erzählung eine zentrale Stellung in der Sammlung zugewiesen.

## Weitere Erzählungen aus Orsinien
Nach dem Erzählungsband (1976) und dem Roman (1979) erschienen noch zwei in Orsinien angesiedelte Erzählungen, nämlich Two Delays on the Northern Line (dt. „Zwei Verspätungen auf der Nordstrecke“) in dem Sammelband The Compass Rose (1979) und 11 Jahre später Unlocking the Air (1990), zunächst im Playboy und 1996 in dem Erzählungsband Unlocking the Air and Other Stories.

### Two Delays on the Northern Line (Zwei Verspätungen auf der Nordstrecke)
Es handelt sich dem Titel entsprechend eigentlich um zwei Erzählungen, die oberflächlich nur dadurch verbunden sind, dass es um jeweils eine Reise auf der Bahnstrecke zwischen Brailava und der Hauptstadt Krasnoy geht, auf der es jeweils zu einer Verspätung kommt.
In der ersten Erzählung Going to Paraguanza fährt Eduard Orte nach Krasnoy, da er ein alarmierendes Telegramm seiner Schwester erhalten hat, worin von einem Anfall seiner alten Mutter die Rede ist, er solle schnell kommen. Die Ankunft verzögert sich, da der Fluss Molsen über die Ufer getreten ist und die Bahngleise überschwemmt hat. Als er im Haus seiner Mutter eintrifft, ist diese kurz zuvor verstorben. Er übernachtet in einem fremden Zimmer in einem Haus mit ihm eigentlich fremden Menschen. Er träumt von einer Reise nach Paraguanza, im Traum die Hauptstadt von Paraguay, doch „auf der Strecke gibt es viele Verspätungen wegen der Wasserfluten, und als er ankommt in Paraguananza, jenseits schrecklicher Abgründe, war es nicht anders als hier.“
In Metempsychosis (eine Bezeichnung für Seelenwanderung), dem zweiten Teil, erfährt Eduard Russe, dass ein Großonkel gestorben ist und ihm ein Haus in Brailava vermacht hat. Er erinnert sich kaum an den Großonkel oder das Haus, nur an zwei Reitersäbel, die gekreuzt über dem Kamin hingen.
Vor drei Monaten ist seine Frau an einem Aneurysma gestorben. Er schläft schlecht, fühlt sich unglücklich und desorientiert.
Nach einigem Zögern beschließt er, ein paar Tage frei zu nehmen und sich das Haus in Brailava anzusehen, um es vielleicht zu verkaufen. Auf der Bahnfahrt kommt es zu einem Unfall, man muss auf eine Ersatzlok warten und als Russe ankommt, ist es schon Nacht. Er fährt zu dem Haus, wandert durch die unvertrauten Räume, findet ein gemachtes Bett und legt sich schlafen. Als er erwacht, sieht er an der Wand die zwei Säbel hängen, Werkzeuge des Todes, auch seines Todes, den er jetzt klar und entspannt sieht, wie er den Rest der Räume sieht und die Türen, die in „ein neues Leben führen würden, zu einem Versetzungsgesuch nach Brailava, der Wildkirschenblüte in den Bergen im März, einer zweiten Ehe, all dem, […] er war angekommen.“

### Unlocking the Air
Unlocking the Air ist die Titelgeschichte einer 1996 erschienenen Sammlung von Erzählungen und die letzte Orsinien-Geschichte, welchen den langen Bogen der Erzählungen aus einem relativ kleinen, immer wieder von mächtigen Nachbarn bedrängten und besetzten Land auch insofern abschließt, als sie vor dem Hintergrund des Zerfalls des Ostblocks 1990 handelt.
Sie nimmt die Geschichte der Familie Fabbre aus Brüder und Schwestern und Eine Woche auf dem Land wieder auf. Stefan Fabbre hat Bruna geheiratet und arbeitet nun als Biologe in einem Labor. Sie leben ganz auskömmlich und haben eine nun schon erwachsene Tochter.
Es ist eine Zeit der Unruhe und Erwartung und wöchentlich am Donnerstag finden Demonstrationen auf dem Roukh-Platz vor dem Regierungsgebäude statt. Ein Kollege von Stefan meint: „Das Experiment ist vorbei. […] Hier und überall. Sie wissen es, dort am Roukh-Platz. Geh hin. Du wirst sehen. Einen solchen Jubel erlebt man nur beim Tod eines Tyrannen oder dem Scheitern einer großen Hoffnung.“
Fana (Stefana), die Tochter von Stefan und Bruna, ist prominent beteiligt an den Freiheitsbestrebungen. Eines Donnerstags nimmt sie ihre etwas zögernde und etwas ängstliche Mutter mit. Die Menschen stehen dicht gedrängt, plötzlich holen alle ihre Schlüssel aus den Taschen und klimpern damit: „Sie standen auf den Steinen im leise fallenden Schnee und lauschten auf den silbernen, bebenden Klang tausender Schlüssel, geschwungen die Luft aufzuschließen, einst, zu einer Zeit.“

## Ausgaben
Orsinian Tales
- US-Erstausgabe: Orsinian Tales. Harper & Row, 1976, ISBN 0-06-012561-6.
- UK-Erstausgabe: Orsinian Tales. Gollancz, 1977, ISBN 0-575-02286-8.
- Taschenbuch: Orsinian Tales. Perennial / HarperCollins, 2004, ISBN 0-06-076343-4.
- E-Book: Orsinian Tales. Gateway / Orion, 2017, ISBN 978-1-4732-0590-1.
- Deutsch: Geschichten aus Orsinien. Science Fiction Erzählungen aus einem erfundenen Land. 1985, ISBN 3-453-31188-4.

Malafrena
- US-Erstausgabe: Malafrena. G. P. Putnam’s Sons, 1979, ISBN 0-399-12410-1.
- UK-Erstausgabe: Malafrena. Gollancz, 1980, ISBN 0-575-02761-4.
- Taschenbuch: Malafrena. Berkley Books, 1980, ISBN 0-425-04647-8.
- E-Book: Malafrena. Gateway / Orion, 2017, ISBN 978-1-4732-0589-5.
- Deutsch: Malafrena. Heyne SF&F #4375, 1987, ISBN 3-453-31378-X.

Weitere Erzählungen aus Orsinien
- Two Delays on the Northern Line. Erstdruck in: The New Yorker, 12. November 1979. Erstausgabe in: The Compass Rose. Pendragon Press & Underwood-Miller, Portland, Oregon 1982, ISBN 0-934438-60-9.
  - Deutsch: Zwei Verspätungen auf der Nordstrecke. Übersetzt von Hilde Linnert. In: Die Kompassrose. Heyne Bibliothek der Science Fiction Literatur #47, 1985, ISBN 3-453-31156-6.
- Unlocking the Air. Erstdruck in: Playboy, Dezember 1990. Erstausgabe in: Alice K. Turner (Hrsg.): Playboy Stories: The Best of Forty Years of Short Fiction. Dutton, 1994, ISBN 0-525-93735-8. Auch enthalten in: Le Guin: Unlocking the Air and Other Stories. HarperCollins, 1996, ISBN 0-06-017260-6.

Sammelausgaben
- The Complete Orsinia: Malafrena / Stories and Songs. The Library of America (The Library of America #281), 2016, ISBN 978-1-59853-493-1.
- Orsinia. Gollancz, 2017, ISBN 978-1-4732-1206-0.